# Pyrausta suavidalis
Pyrausta suavidalis is een vlinder van de familie van de grasmotten (Crambidae). De wetenschappelijke naam van deze soort is voor het eerst voorgesteld als Botis suavidalis door Carlos Berg in een publicatie uit 1876.
De soort komt voor in Brazilië (Rio de Janeiro).